# Marie Weiler
Pour les articles homonymes, voir Weiler.
Marie Weiler, nom de scène de Maria Cäcilia Laucher (née le 13 novembre 1809 à Vienne, morte le 31 octobre 1864 dans la même ville) est une actrice et chanteuse autrichienne.
Marie Weiler fut la compagne du dramaturge et acteur Johann Nestroy pendant plus de 30 ans et est la mère de trois de ses quatre enfants.

## Famille
Elle est la fille illégitime de la chanteuse Cäcilie Laucher, qui se fait surtout appeler Weiler, et du comte Ferdinand Stockhammer, qui, selon le certificat de baptême, se déclare père. Marie Weiler est issue d'une famille de musiciens du côté de sa mère. Son grand-père Joseph Anton Laucher est compositeur, professeur et éditeur. La sœur de Cäcilie, Antonia Laucher, est aussi chanteuse. Son père, Ferdinand Stockhammer, occupe le poste de Kämmerer (de) et se distingue comme mécène dans le monde de la musique viennoise, il est le protecteur de la Wiedner Kirchenmusikverein.

## Biographie
On ne connaît pas la vie de Marie Weiler avant qu'elle se mette en couple avec Johann Nestroy, car elle se distinguera avec sa rencontre.
En 1827, Marie Weiler, 18 ans, qui vient de commencer sa carrière de chanteuse au Ständischen Theater de Graz, y rencontre Johann Nestroy, 26 ans. La même année, Johann Nestroy est délaissé par sa femme Wilhelmine Nespiesni, qu'il avait épousée le 7 septembre 1823, en raison de son histoire d'amour avec le comte Adelbert Batthyány von Német-Ujvar. Le fils de trois ans Gustav Johann Wilhelm (1824-1869) est resté avec Nestroy, qui a rompu le contact avec sa mère. En raison de la loi autrichienne sur le mariage de l'époque, Nestroy ne peut pas divorcer en tant que catholique.
La première apparition sur scène de Marie Weiler à Graz a lieu avec Nestroy le 11 janvier 1828 dans le rôle de Nanette dans une version germanophone de La Pie voleuse de Gioachino Rossini.
Lorsque Nestroy obtient un engagement à Preßburg en 1829, Marie Weiler ne peut pas l'accompagner immédiatement, car son contrat à Graz va jusqu'en 1831. Cette année-là, ils déménagent tous les deux au théâtre de Lemberg, puis en Autriche, d'où ils doivent fuir à Vienne à cause de l'épidémie de choléra.
Pour leur retour à Vienne, le couple a des négociations difficiles avec Carl Carl, directeur du Theater in der Josefstadt et du Theater an der Wien. Lorsque le couple menace finalement de s'engager avec le Hofoper ou le Theater am Kärntnertor, Carl cède et le 23 août 1831 accepte un contrat de plusieurs années avec Marie Weiler et Nestroy à leurs conditions.
Grâce à la compétence de Marie Weiler, la réussite financière mutuelle est assurée. Mais elle intervient également comme une aide indispensable pour déchiffrer l'écriture précipitée de Nestroy, qu'il ne peut parfois plus déchiffrer lui-même. Cependant, quand Nestroy soutient la jeune actrice Eleonore Condorussi et se montre proche, elle manifeste de la jalousie professionnelle et sentimentale. Elle réussit à convaincre Nestroy de ne plus donner de grand rôle à Condorussi.
En 1841, Johann Nestroy tombe gravement malade et ne peut quitter l'appartement pendant des semaines. Marie Weiler le soigne.
À partir de 1851, Marie Weiler restreint progressivement sa présence scénique, car elle perd la joie d'agir en vieillissant. En retour, elle s'occupe de la famille de manière encore plus intensive et prend en charge l'organisation financière des soirées à Vienne, des tournées et de toutes les négociations salariales. Quand Carl Carl meurt subitement en 1854, la reprise du Carltheater par Nestroy apporte à Marie Weiler une multitude de nouvelles tâches administratives que Nestroy comprend peu.
Cependant, en 1856, il y a une grave fracture qui dura plusieurs mois. Nestroy a une liaison avec la jeune actrice Karoline Köfer. Il lui donne bijoux et vêtements, lui fournit un appartement et est par ailleurs extrêmement généreux. Cependant, lorsque la jeune femme espère pouvoir remplacer Marie Weiler, elle insiste, gravement offensée, pour que Nestroy déménage de l'appartement partagé et que la propriété soit séparée immédiatement. Nestroy voyage avec sa fille Maria Cäcilia à Berlin, Hambourg et Heligoland pour éviter le conflit. Il demande à des amis comme Friedrich Kaiser et Ernst Stainhauser de le défendre auprès de Marie Weiler, mais elle reste froide. Mais quand Karoline Köfer tente de discréditer Marie Weiler chez Nestroy par des intrigues comme une lettre anonyme, Nestroy l'abandonne avec indignation.
Le 9 décembre 1856, Nestroy transfère à Marie Weiler la seule administration du Carltheater. Mais en mai 1858, il y a une autre rupture entre les deux compagnons car Nestroy ne pouvait toujours pas quitter ses Mädlerien. Marie Weiler anandonne l'administration du Carltheater et veut la séparation. Une autre réconciliation est réalisée en juillet 1858. Une maison à Graz et une villa à Bad Ischl ont été achetées comme maisons de retraite, Marie Weiler est particulièrement enthousiasmée par la jolie villa et la meuble comme la maison de Graz, avec soin à son goût. Nestroy rédige un testament en 1861 dans lequel Marie Weiler est nommée héritière unique.
Le 25 mai 1862, Johann Nestroy meurt d'un accident vasculaire cérébral à Graz. Son corps est amené à Vienne et enterré au cimetière de Währing. Marie Weiler meurt le 31 octobre 1864.

## Rôles de Marie Weiler dans des œuvres de Nestroy
- Der böse Geist Lumpacivagabundus (1833) : Camilla Palpiti et en alternance avec Elise Zöllner Laura Palpiti
- Robert der Teuxel (1833) : Isabella Goldfisch
- Der Tritschtratsch (1833) : Babett, femme de ménage
- Der Zauberer Sulphurelectrimagneticophosphoratus (1834) : l'esclave Fatime
- Müller, Kohlenbrenner und Sesseltrager (1834) : Nanett, soubrette
- Die Familien Zwirn, Knieriem und Leim (1834) : Peppi Leim
- Eine Wohnung ist zu vermiethen in der Stadt (1837) : Lisette, soubrette
- Moppels Abentheuer (1837) : Hermine, esclave
- Das Haus der Temperamente (1837) : Isabella, soubrette
- Glück, Mißbrauch und Rückkehr (1838) : Brigitte Riegel
- Der Kobold (1838) : Thekla
- Die verhängnisvolle Faschingsnacht (1839) : Nani, la blanchisseuse
- Der Erbschleicher (1840) : Everl Tost
- Der Talisman (1840) : Flora Baumscheer
- Das Mädl aus der Vorstadt (1841) : Rosalie
- Die Papiere des Teufels (1842) : Frau Körndlbach
- Das Gewürzkrämerkleeblatt (1845) : Madame Schwefel

## Source de la traduction
- (de) Cet article est partiellement ou en totalité issu de l’article de Wikipédia en allemand intitulé « Marie Weiler » (voir la liste des auteurs).